# LIZA
LIZA（リーザ、本名:リーザ・ケネディ（Liza Kennedy）、1989年7月5日 - ）は、日本の女性ファッションモデル。旧西ドイツ・ハンブルク生まれ。現在はフリーランスで活動中。

## 来歴・人物
父親はスコットランド、ドイツ、日本の血を持ち、母親は日本人。そのためドイツ語、日本語、英語を話すことができる。ドイツ・ハンブルクで生まれた後、1990年、家族と共に旧西ドイツから来日した。日本では神奈川県横浜市都筑区にあるドイツ人学校に通っていた。
13歳でスカウトされファッション雑誌『JJ』の専属モデル、2009年から『Oggi』の専属モデルをつとめ、両雑誌共にカバーモデルとして活躍。
CM、女優、パーソナリティなどを経験し、現在は『ECLAT』『VERY NAVY』『otona MUSE』などで活動中。
プライベートではチャイルドカウンセラーの資格を持つ。
2013年、事務所をオスカープロモーションからボン・イマージュ SIGNOに移籍した。2014年10月、オスカープロモーションに再所属。
2019年1月、PKPに所属。
2022年からはフリーランスで活動。

## 出演

### テレビ番組
- NHKドイツ語会話（2006年4月 - 2008年3月、NHK教育） パーソナリティ
- 奇跡体験!アンビリバボー（2007年4月 - 、フジテレビ系） 隔週レギュラー
- 雨上がり決死隊のトーク番組アメトーーク!（2007年6月7日、テレビ朝日系）
- ブルブルアンタッチャブル（2007年8月10日、ABCテレビ）
- ダウンタウンDX（2007年8月23日、読売テレビ系）
- easy sports（2008年10月13日 - 17日、テレビ朝日系）
- Goro's Bar（2007年10月18日、TBS系）
- 宇宙でイチバン逢いたい人（2008年9月25日、日本テレビ）
- テレビでドイツ語（2008年10月 - 2009年9月、2010年10月 - 2011年3月、NHK教育） パーソナリティ
- アナザースカイ（2009年1月3日ゲスト出演、2009年3月 - 2010年9月、日本テレビ系） レギュラー
- スペシャルギフト（2009年4月30日、日本テレビ）
- グータンヌーボ（2009年5月13日、関西テレビ） - 生方ななえ、松嶋尚美と共演
- 世界ふしぎ発見（2009年3月21日、6月6日、12月5日、2010年1月23日、5月15日、TBS系）
- Brilliant Cut 瞬美秀輝（2009年10月 - 12月、TBS） ナレーション
- TOKYO GIRLS COLLECTION（2010年9月4日、NHK BS）　モデル
- 知っとこ　（2010年9月11日 MBS 毎日放送）
- 宿で逢いましょう。2　（2010年9月11日 MBS 毎日放送）
- 乃木坂って、どこ?（2012年4月23日 テレビ東京系）
- ヴィーナスの秘密（2012年8月10日）
- 写ねーる（2012年9月25日 NHK）
- 東京上級デート（2013年2月27日 テレビ朝日）＃45　人形町
- 旅するドイツ語（2016年10月 - NHK Eテレ） ナレーション
- しあわせ気分のドイツ語(2023年10月 - NHK Eテレ) ナレーション/バウムン担当

### ドラマ
- 山女日記3 （2021年 NHK BSプレミアム）

### ラジオ
- イマドキッ（金曜日）（2008年4月 - 2009年4月、MBSラジオ、TBSラジオ）

### 朗読劇
- ドラゴン桜（2019年7月、有楽町朝日ホール） - 水野直美 役
- ドラゴン桜〜2nd season〜（2020年1月、サントリーホールブルーローズ） - 水野直美 役

### 企業広告
- カネボウコスミリオン/mfc 2013年イメージモデル

### CM
- マイカル VIVRE 2006年プロモーションモデル
- ライオン newBan（2007年）
- 日産自動車／KOBE COLLECTION×MARCH（マーチ） 共演：土岐田麗子　2008年3月
- タイガー魔法瓶／サハラマグベイビー×神戸コレクション　2008年9月
- ピップフジモト／スリムウォークレジェ 夕方美脚編　2009年10月

### ファッションショー
- 神戸コレクション
- 東京ガールズコレクション　
  - 東京ガールズコレクション in 上海
- ガールズアワード

## 書籍

### 雑誌連載
- JJ（2004年8月号 - 2010年2月号） 専属モデル
- Oggi（2009年4月号 - ） 専属モデル